# جینر آرمر
جینر آرمر (انگلیسی: Jenner Armour؛ زادهٔ ۱۵ نوامبر ۱۹۳۲ – درگذشتهٔ ۲۵ ژوئیه ۲۰۰۱) یک سیاست‌مدار اهل دومینیکا بود.